# Євангеліст Матвій (Одеса)
Євангеліст Матвій — картина олійними фарбами на полотні голландського художника Золотої доби Франса Галса, написана в 1625 році і зараз зберігається в Одеському музеї західного та східного мистецтва в Одесі.

## Короткий опис
На картині зображено євангеліста Матвія, який сидить за письмовим столом і читає з ангелом біля його ліктя. Ця картина була задокументована в XVIII столітті, але вважалася втраченою до 1950-х років, коли в 1958 році історик мистецтва Ірина Линник виявила дві троні, що зберігалися в запасниках Одеського музею західного та східного мистецтва. У той час їх вважали роботами невідомих художників XIX століття, але Линник визнав їх роботами майстрів XVII століття та зрештою простежила їхню історію до XVII століття, ідентифікувавши їх як дві з чотирьох втрачених картин євангелістів Галса, а саме Луки та Матвія. Після того, як її робота була опублікована в 1959 році, дві картини були включені в 1962 році на виставку Франса Галса в Музеї Франса Галса. Міжнародна увага допомогла підштовхнути арт-детективів, і зрештою дві інші картини Івана та Марка також були знову відкриті.
У своєму каталозі міжнародної виставки Франса Галса 1989 року Слайв включив фотографію «Двоє хлопчиків співають з лютнею та нотним зошитом» Галса, щоб показати, що його тема головного предмета з другорядним свідком була спільною для багатьох картин Галса 1620-х років, і моделі як вторинні свідки на цих двох картинах явно були двоюрідними братами.

Два хлопці, що співають, та Матвій:

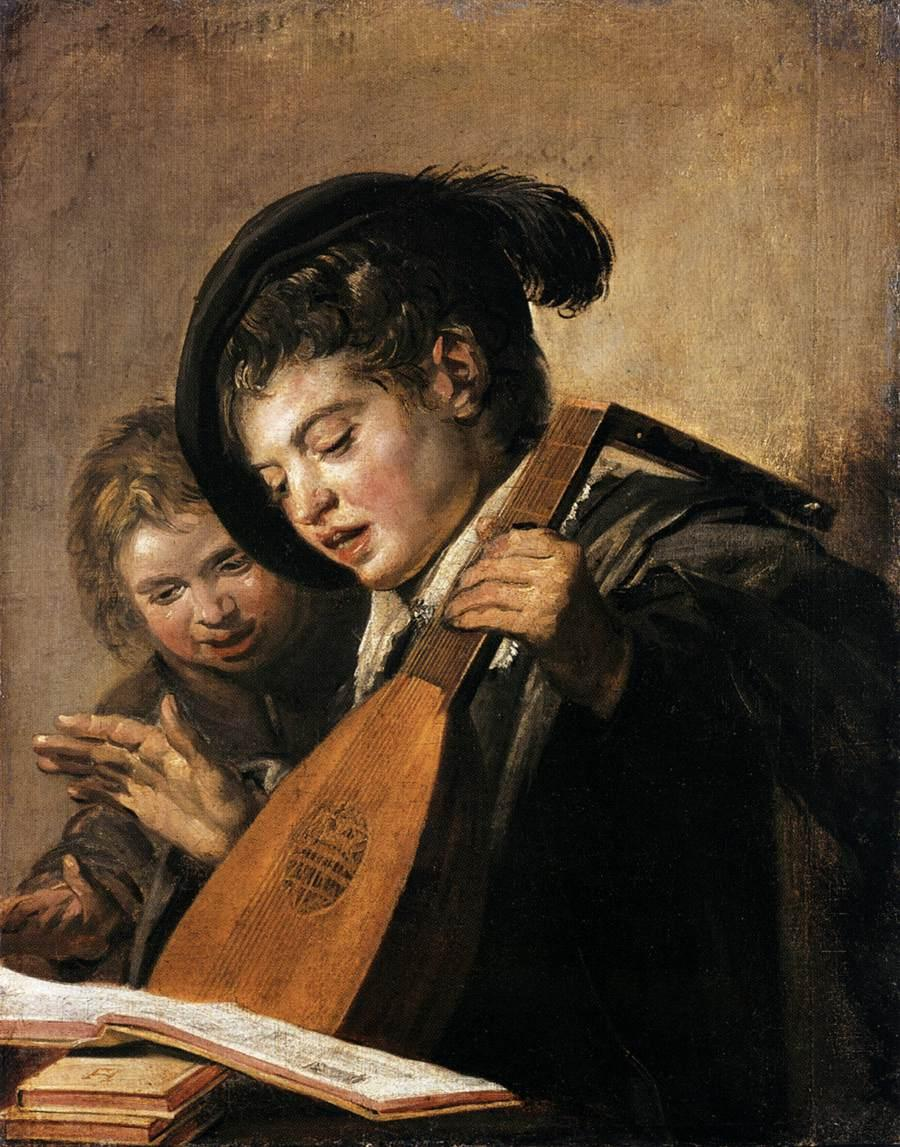
Два хлопці, що співають
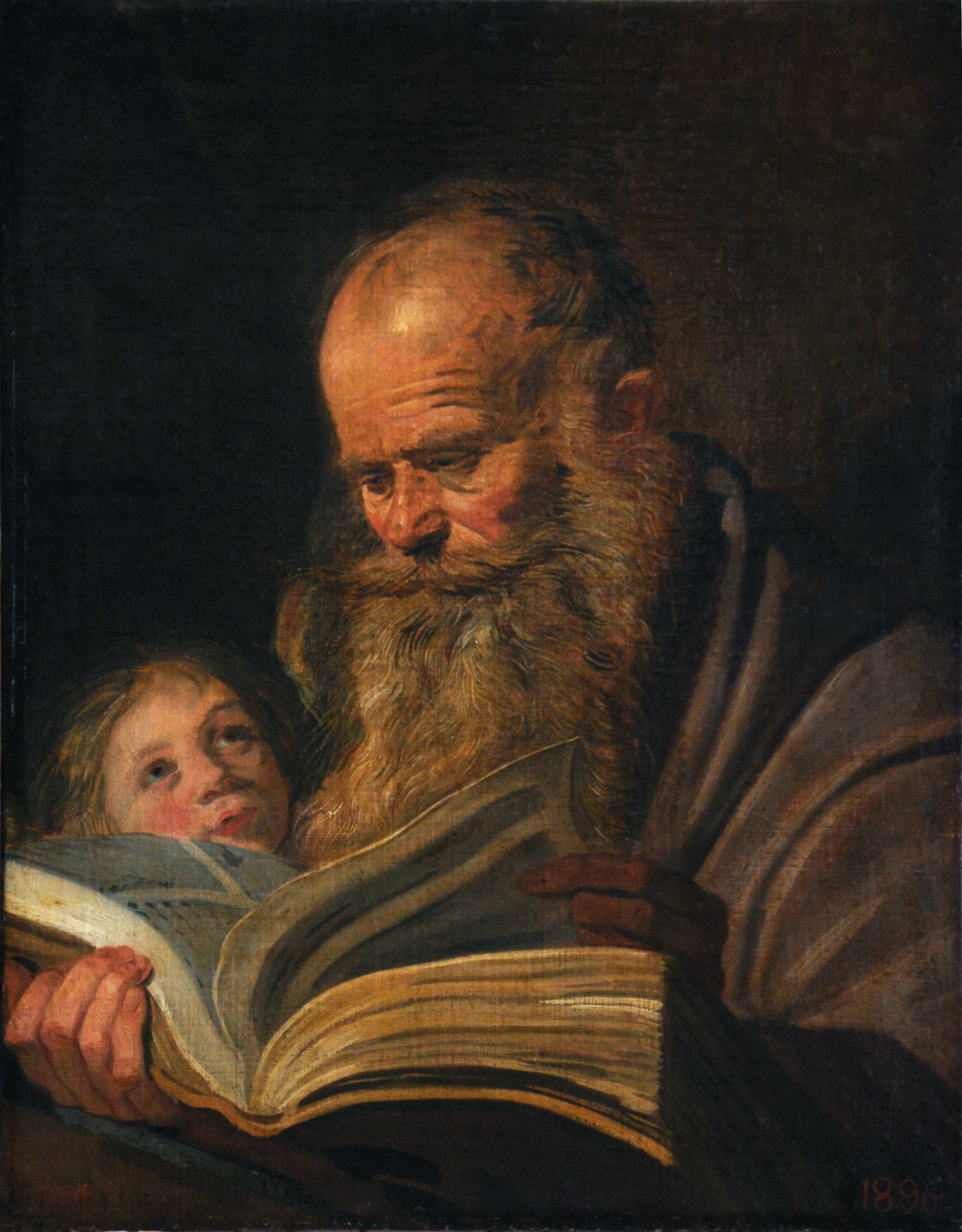
Святий Матвій

Чотири євангелісти Галса:

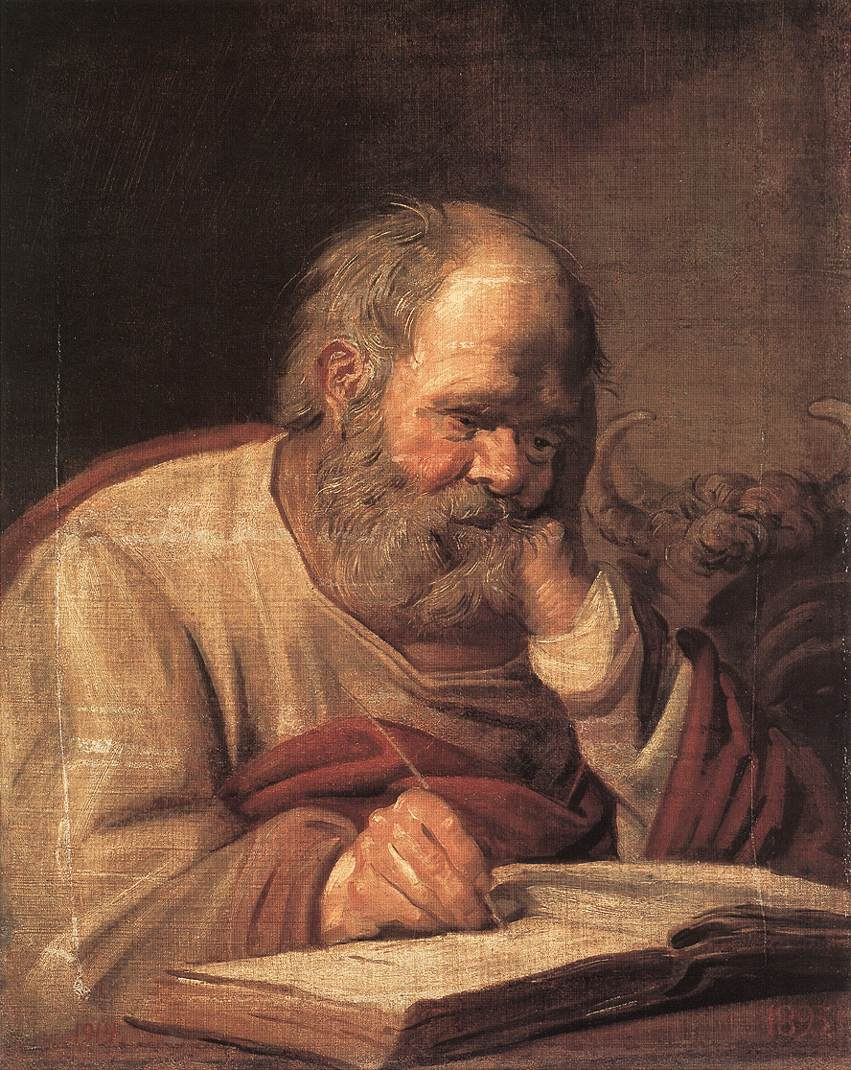
Святий Лука
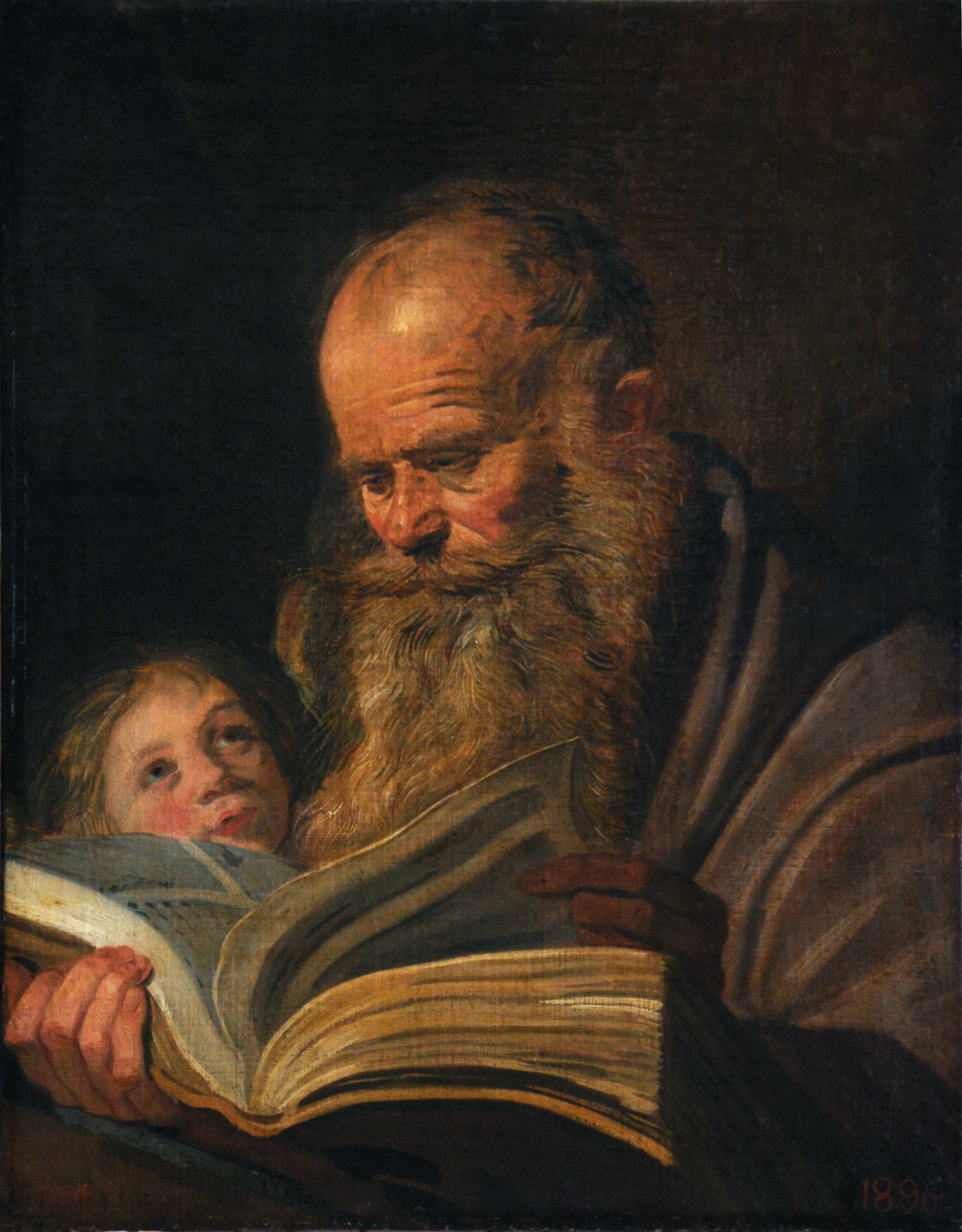
Святий Матвій
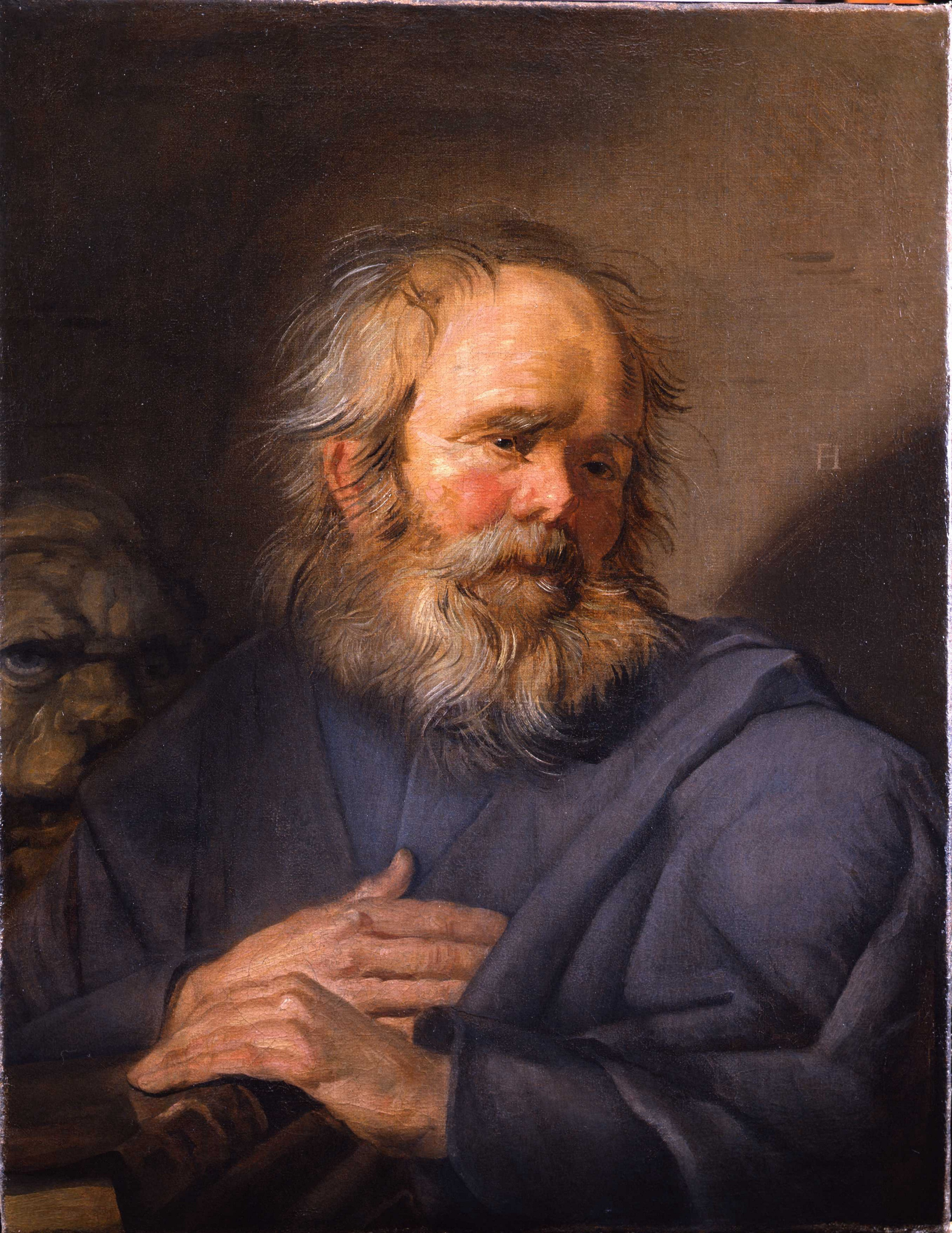
Святий Марк
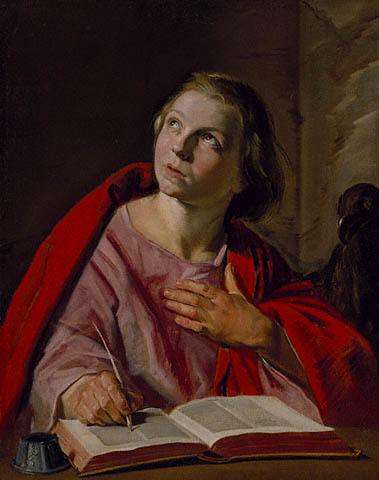
Святий Іван